# Rodrigo de Bastidas

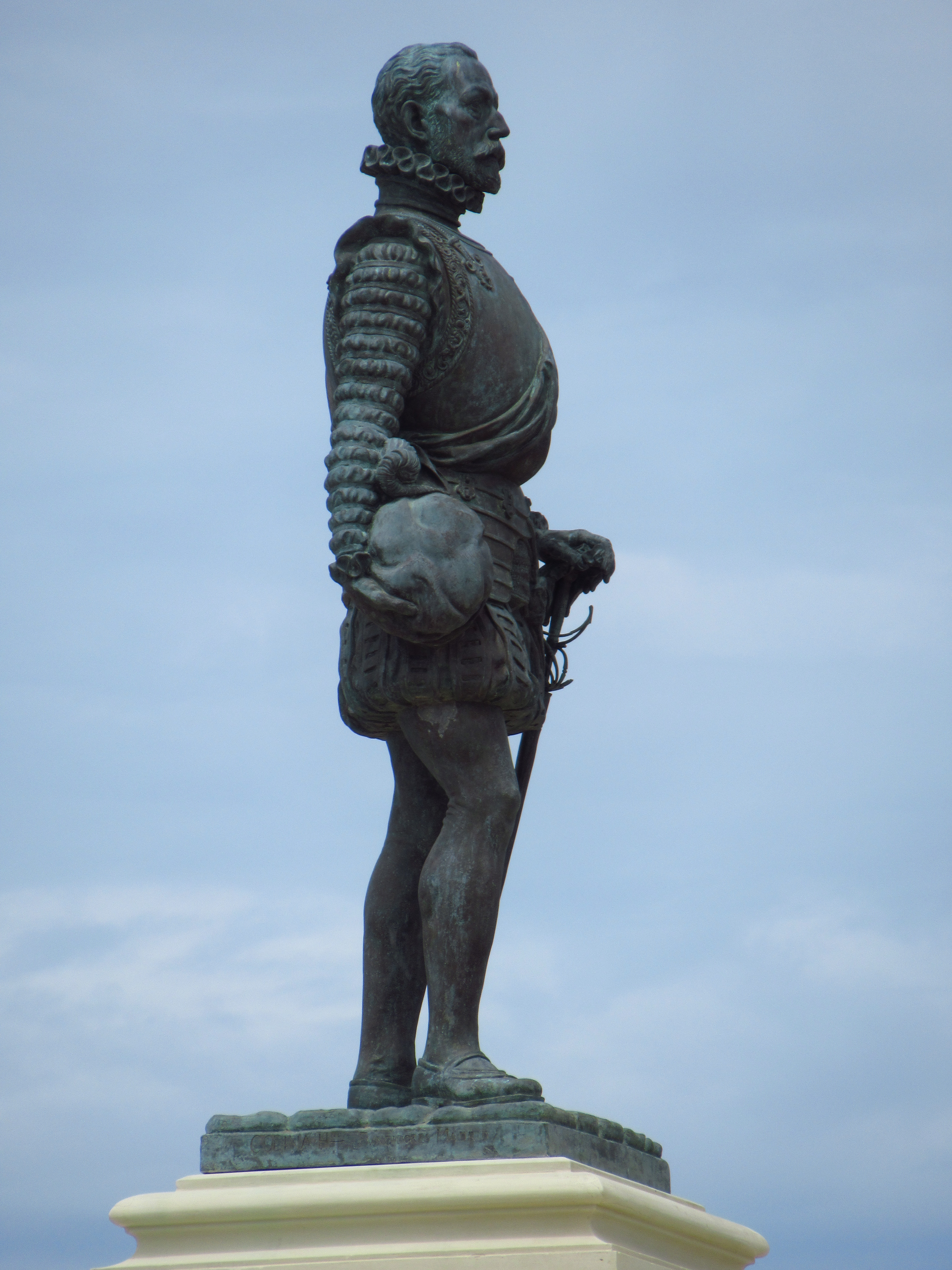
Standbeeld van Rodrigo de Bastidas in Santa Marta (Colombia)

Rodrigo de Bastidas (Triana, Sevilla, ca. 1460 - Santiago de Cuba, 28 juli 1527) was een Spaanse ontdekkingsreiziger.
Op 5 juni 1500 verkreeg Rodrigo de Bastidas van de Spaanse Kroon een alleenrecht om de kust van de Nieuwe Wereld te verkennen. Hij had enige ervaring als conquistador want hij had al deelgenomen aan de tweede reis van Columbus en de eerste reis van Alonso de Ojeda. In oktober 1500 vertrok hij met twee zeilschepen vanuit Spanje in gezelschap van Juan de la Cosa, die net was teruggekeerd van een reis met Alonso de Ojeda. Onder zijn bemanning bevond zich ook Vasco Núñez de Balboa die als officier verantwoordelijk was voor de soldaten. Rodrigo de Bastidas verkende tot 1501 de noordelijke kust van Zuid-Amerika vanaf Cabo de la Vela, Colombia in westelijke richting en ontdekte onder andere Río Magdalena, de Golf van Urabá en de Landengte van Panama. Zijn schepen waren echter door paalworm zover aangevreten dat hij op de terugweg de zuidwestkust van Hispaniola, (het huidige Haïti) moest aandoen, waar hij de schepen verloor. In Santo Domingo werd hij door de gouverneur gevangengezet omdat hij gehandeld zou hebben op het eiland, waarvoor zijn licentie niet geldig was. 30 juni 1502 werd hij op een retourvloot naar Spanje teruggezonden. Daar werd hij echter vrijgesproken. Weldra vertrok Rodrigo de Bastidas met vrouw en kinderen opnieuw naar Santo Domingo.
In 1520 kreeg Rodrigo de Bastidas het octrooi van de keizer om al het land tussen Cabo de la Vela en de Rio Magdalena te koloniseren. Op 29 juli 1525 stichtte hij Santa Marta, de eerste stad op het Zuid-Amerikaanse continent. Rodrigo de Bastidas verbood het uitbuiten en het beroven van de indianen. Dit beviel zijn mannen niet en daarom overvielen ze hem op een nacht in een poging hem te vermoorden. Zwaargewond zeilde hij naar Santo Domingo voor hulp, maar door het slechte weer moesten ze op het eiland van Fernandian (tegenwoordig Cuba) aan land gaan. Geestelijken in Santiago de Cuba namen hem op waar hij 28 juli 1527 stierf. Rodrigo de Bastidas werd in de kathedraal van Santiago bijgezet. Zijn zoon liet zijn lichaam later naar Santo Domingo brengen, waar hij nog steeds in de kathedraal begraven ligt.